# Ambition (Schiff)
Die Ambition ist ein Kreuzfahrtschiff der britischen Reederei Ambassador Cruise Line. Als Neubau der griechischen Festival Cruises war das Schiff ab 1999 zunächst als Mistral im Einsatz. Nach mehreren Eigentümerwechseln und Umbenennung in Grand Mistral erwarb 2007 die Carnival Corporation & plc das Schiff für ihre spanische Kreuzfahrtmarke Ibero Cruceros. Sechs Jahre später, nur ein Jahr vor der Einstellung der Marke, brachte Carnival das Schiff für weitere sechs Jahre als Costa neoRiviera bei ihrer Tochter Costa Crociere Jahre zum Einsatz und verlegte es schließlich als AIDAmira zur Flotte ihrer auf den deutschen Markt ausgerichteten Marke AIDA Cruises. Im März 2022 wurde das Schiff an Ambassador Cruise Line verkauft.

## Geschichte

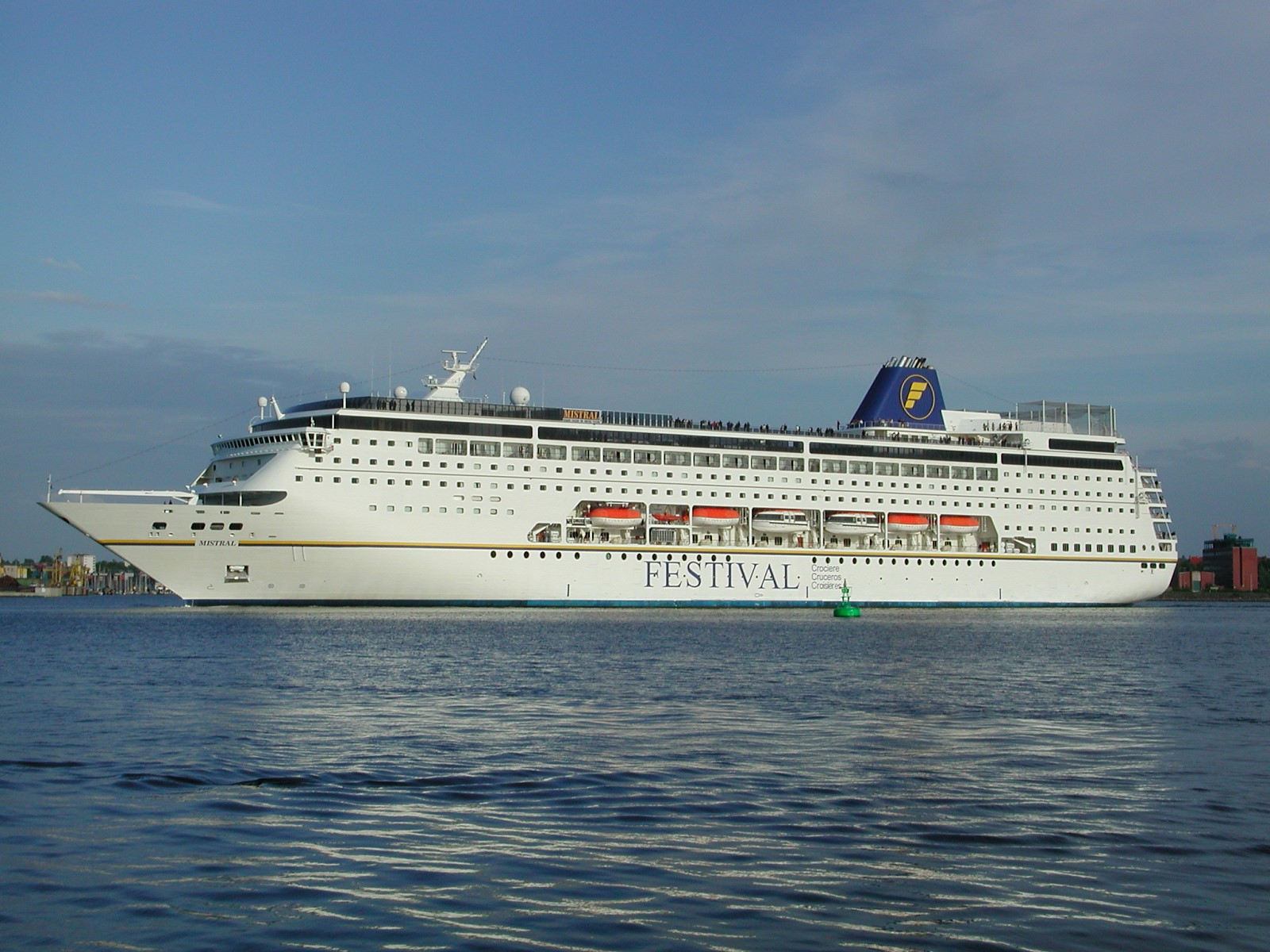
Als Mistral für Festival Cruises in Kiel, Mai 2003

Das Schiff wurde 1996 von der griechischen Festival Cruises als deren erster Neubau bei der französischen Werft Chantiers de l’Atlantique bestellt. Die Kiellegung des unter der Baunummer J31 gebauten Schiffes erfolgte am 28. Januar 1997. Abgeliefert wurde es am 23. Juni 1999. Es kam zunächst als Mistral in Fahrt. Am 20. Februar 2001 lief das Schiff auf eine Sandbank in der Nähe der Insel Nevis auf. Nach einem Tag kam das Schiff wieder frei.
Nachdem die Kreuzfahrgesellschaft in finanzielle Schwierigkeiten geraten war, wurde das Schiff im Januar 2004 wegen nicht bezahlter Rechnungen in Marseille arrestiert. Am 1. September 2004 wurde es zunächst an Auro Shipping und am 31. Mai 2005 an Mistral Shipping in Majuro auf den Marshallinseln verkauft, renoviert und in Grand Mistral umbenannt. Im September 2007 wurde Societa Di Crociere Jupiter in Italien der neue Eigentümer. Es wurde umgebaut und dabei mit weiteren Kabinen und Suiten ausgestattet.

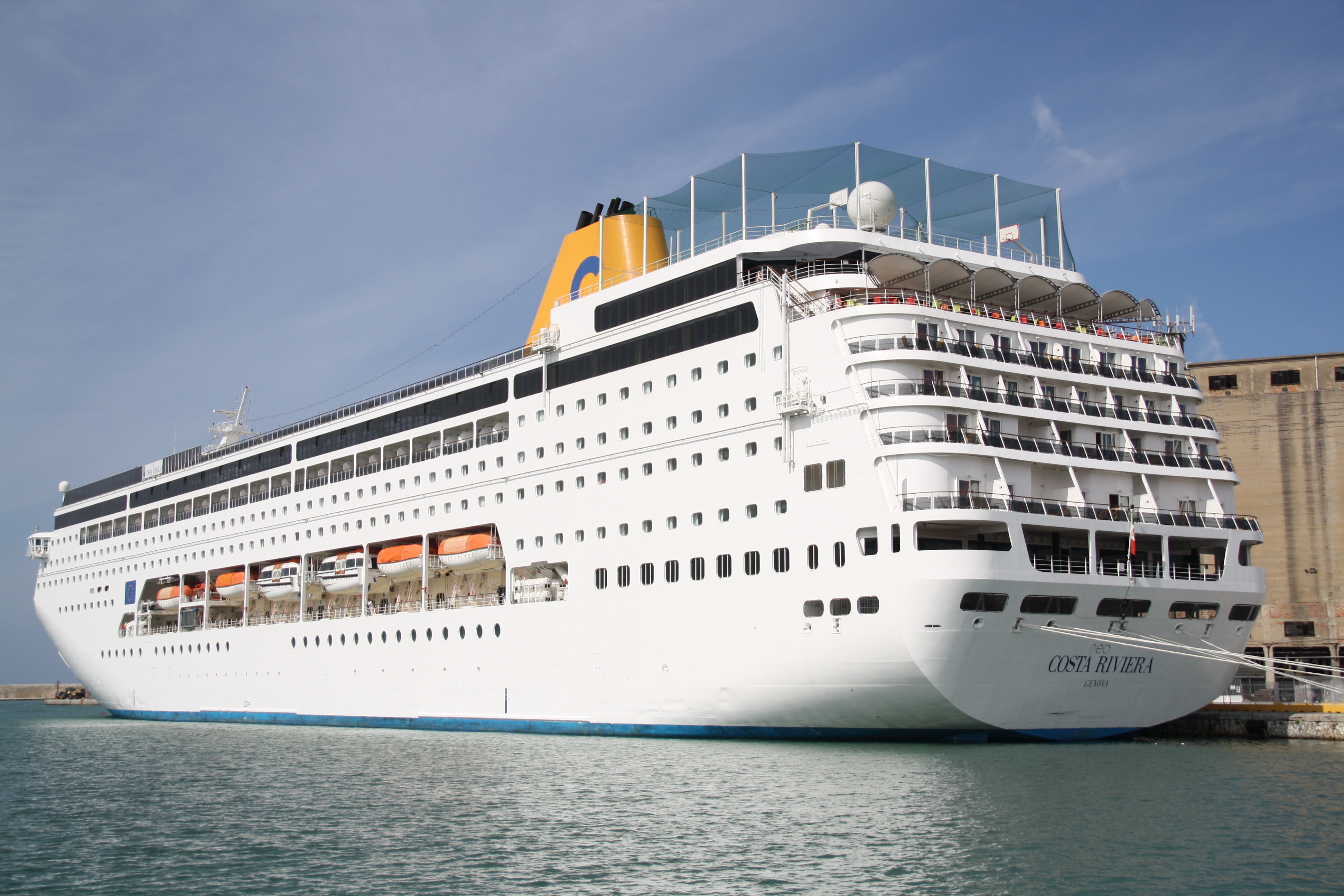
Das Heck der Costa neoRiviera (2014)

Unmittelbar im Anschluss kam das Schiff für Ibero Cruceros in Fahrt. Nachdem Carnival Corporation dieses zunächst als Joint Venture von ihr mit der aus der Iberostar-Gruppe hervorgegangenen Orizonia Corporation betriebene Geschäft vollständig übernommen hatte, übertrug sie die Verantwortung ihrer Südeuropa-Tochter Costa Crociere in Genua. Grand Mistral blieb unter portugiesischer Flagge noch bis Oktober 2013 in der auf den spanischen Markt ausgerichteten Flotte. Nach Konzernbeschluss zur Einstellung der spanischen Marke überführte Costa Crociere das Schiff Ende November 2013 zur unter eigenem Namen betriebenen Flotte und brachte sie als Costa neoRiviera zum Einsatz. 

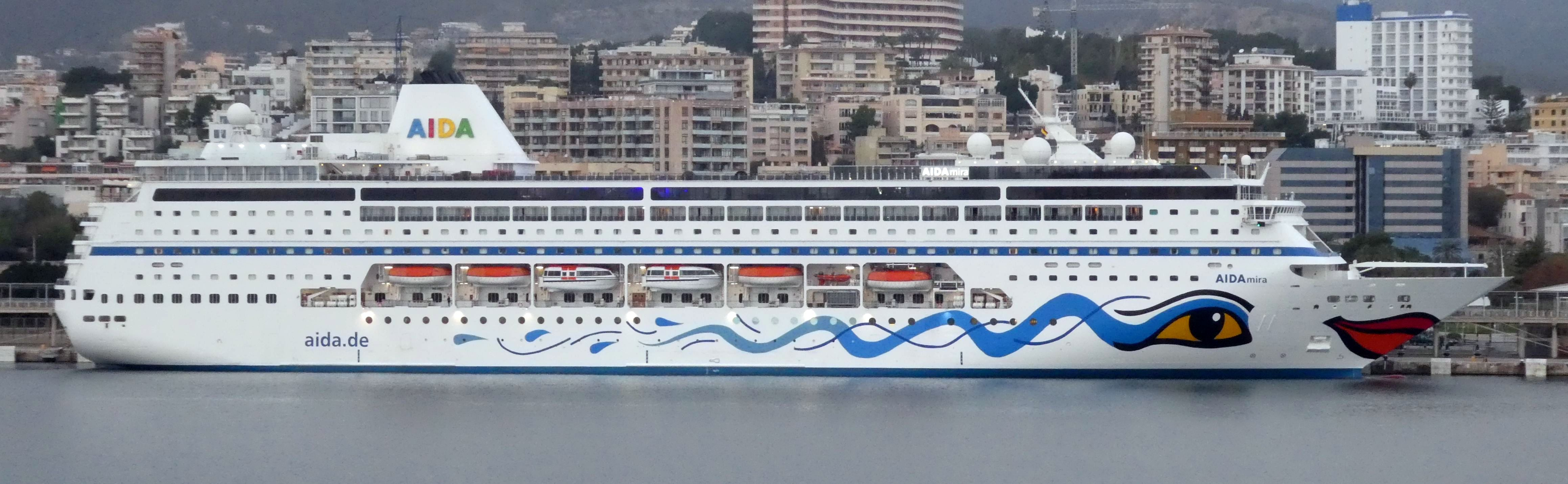
Die AIDAmira in Palma de Mallorca (2019)

Ende 2019 wechselte das Schiff zur deutschen Marke AIDA Cruises und wurde dafür im Oktober und November 2019 in der Werft San Giorgio del Porto in Genua umgebaut. Die Kosten für den Umbau betrugen rund 55 Mio. Euro. Ende November wurde das Schiff in AIDAmira umbenannt. Das Schiff wurde am 30. November 2019 in Palma de Mallorca von Franziska Knuppe getauft. Eine anschließend geplante Kurzreise durch das westliche Mittelmeer wurde kurzfristig abgesagt, weil nicht alle Umbauarbeiten an Bord rechtzeitig abgeschlossen werden konnten. Das Schiff ergänzte das „Selection“-Programm der AIDAcara, AIDAvita und AIDAaura.
Die erste Fahrt der AIDAmira von Palma de Mallorca nach Kapstadt, von wo aus das Schiff zu zweiwöchigen Reisen um Südafrika und Namibia in See stechen sollte, wurde kurz vor der am 4. Dezember 2019 geplanten Abreise ebenfalls abgesagt. Die Fahrt nach Südafrika fand ohne Passagiere statt, die Ankunft in Kapstadt erfolgte am 19. Dezember 2019. Am 23. Dezember 2019 lief das Schiff zur ersten Kreuzfahrt ab Kapstadt nach dem Umbau zur AIDAmira aus.
Im Januar 2022 gab AIDA Cruises den Verkauf des Schiffes im März 2022 bekannt. Aufgrund der vorübergehenden Einstellung des Kreuzfahrtbetriebes während der COVID-19-Pandemie befand sich die AIDAmira nur rund drei Monate, von der Übernahme Ende 2019 insgesamt bis Ende März 2020, im Dienst der Reederei. Erworben wurde das Schiff von Ambassador Cruise Line. Das Schiff wurde im März 2022 in Ambition umbenannt.
Das Schiff wurde von Mitte September 2022 bis Ende März 2023 im schottischen Leith als Unterkunft für Flüchtlinge aus der Ukraine genutzt. Nach einem Werftaufenthalt in der Lloyd Werft Bremerhaven im Kaiserdock II wurde es am 11. Mai 2023 in Newcastle von Shirley Robertson getauft und nahm anschließend den Kreuzfahrtdienst für die Ambassador Cruise Line auf.

## Technische Daten und Ausstattung

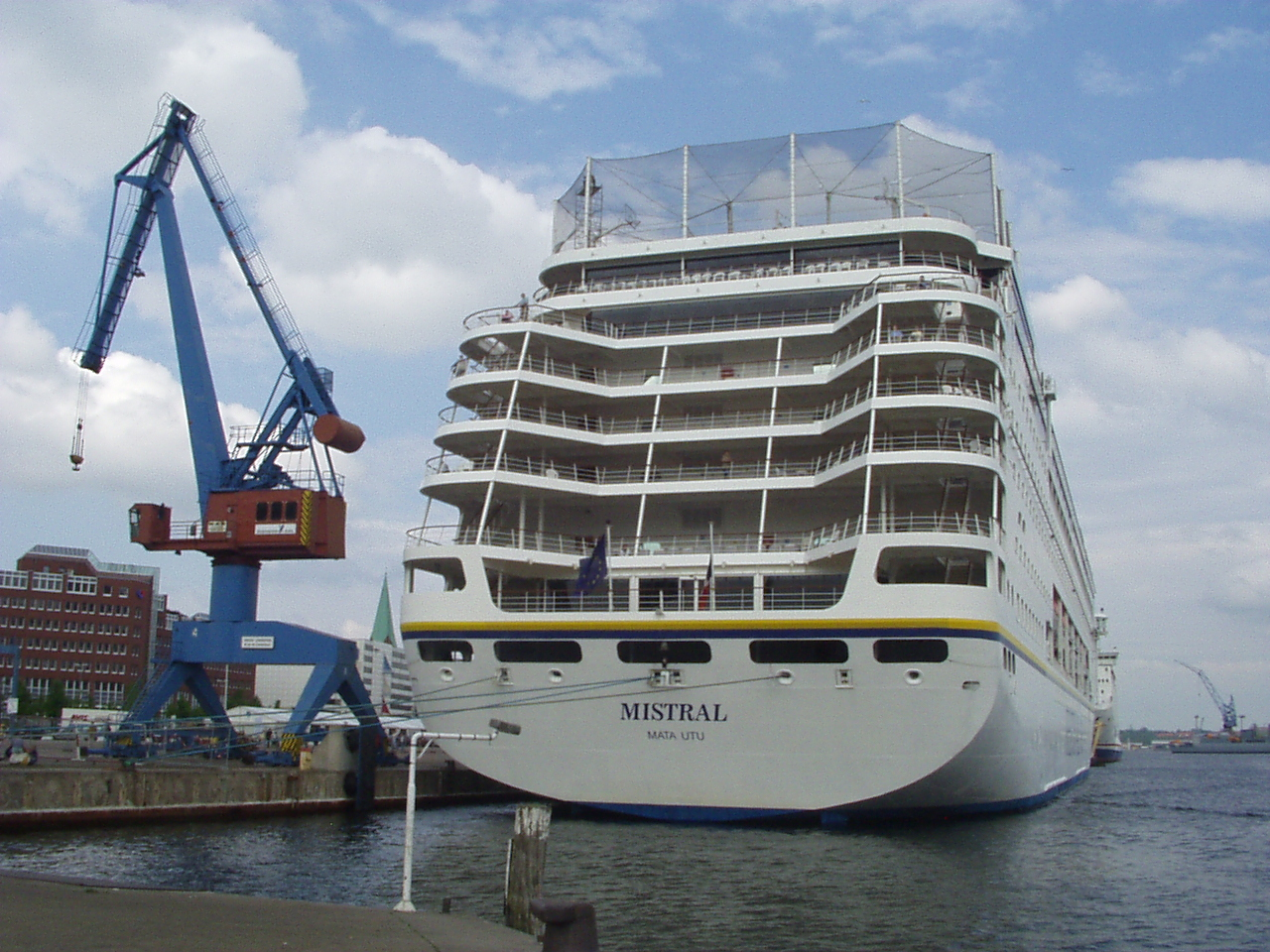
Heckansicht als Mistral (2003)

Der Antrieb des Schiffes erfolgt dieselelektrisch. Die Stromerzeugung für die Antriebsmaschinen sowie den Bordbetrieb erfolgt über vier Zwölfzylinder-Dieselmotoren des Herstellers Wärtsilä. Die Motoren verfügen jeweils über eine Leistung von 7.920 kW, insgesamt stehen also 31.680 kW zur Verfügung. Zum Vortrieb sind zwei Elektromotoren mit jeweils 9000 kW Leistung verbaut. Die Elektromotoren wirken auf zwei Festpropeller. Das Schiff erreicht so eine Geschwindigkeit von maximal 21,5 kn.
Das Schiff ist mit Stabilisatoren von Mitsubishi Heavy Industries ausgestattet.
Das Schiff verfügt über insgesamt 13 Decks, acht davon sind für Passagiere zugänglich. Als Mistral bot es 1.196 Passagieren in 598 Zweibett- bzw. Doppelkabinen Platz, darunter 80 Suiten mit eigenem Balkon. Die Besatzungsstärke war mit 473 Personen angegeben. Von Ibero Cruceros wurde das Schiff als Grand Mistral mit 516 Kabinen vermarktet, davon 229 Innen- und 287 Außenkabinen sowie 102 Suiten, letztere mit eigenem Balkon. Costa Crociere bot das Schiff mit 530 Kabinen und 94 Suiten mit eigenem Balkon an. Die Passagierkapazität war mit maximal 1.727 Personen angegeben. Beim Umbau zur AIDAmira wurden zusätzliche Betten und Kabinen eingebaut, darunter 19 Singlekabinen. Insgesamt standen 714 Kabinen für Passagiere zur Verfügung. Bei Ambassador Cruise Line wird das Schiff mit einer Passagierkapazität von 1.200 Personen vermarktet, die in 713 Kabinen untergebracht werden können.